# 33343 Madorobin
33343 Madorobin este o planetă minoră (asteroid), cu un diametru de 1,631 km, din centura de asteroizi. A fost descoperită pe 15 decembrie 1998 la Caussols de OCA-DLR Asteroid Survey⁠(d). 
Obiectul prezintă o orbită caracterizată de o semiaxă mare de 2,3203142 UAi, o excentricitate de 0,07, o înclinație de 7,28097 ° în raport cu ecliptica.